# Рейнольдс, Уолтер
Уолтер Рейнольдс (англ. Walter Reynolds; ум. 16 ноября 1327) — архиепископ Кентерберийский (1313—1327).

## Биография
Сын пекаря в Виндзоре, в конце XIII века состоял на службе у короля Эдуарда I, предположительно являлся воспитателем принца Уэльского Эдуарда, который в 1307 году взошёл на престол под именем Эдуарда II и назначил Рейнольдса казначеем Англии (в 1308 году он получил кафедру епископа Вустера). После смерти в 1313 году архиепископа Кентерберийского Роберта Уинчелси король добился от папы римского Климента V утверждения в этой должности Уолтера Рейнольдса, и в феврале 1314 года состоялась интронизация. К 1323 году отношения между архиепископом и монархом испортились — Рейнольдс защищал перед королём епископа Херефорда Адама Орлетонского, а затем поддержал английских баронов в их противостоянии с Эдуардом II и спасался бегством в Кенте. Вернулся в Лондон после свержения короля и в феврале 1327 года короновал Эдуарда III.
Рейнольдс отказался от предоставленных ему Эдуардом II должностей канцлера и хранителя печати и сопровождал монарха в неудачном походе, в частности присутствовал при разгроме шотландцами английских войск в битве при Бэннокбёрне.